# Afxar (llengua)
L'afxar o afxarí, també conegut com a afxar àzeri, és una llengua turquesa parlada a Turquia, Iran, Síria i parts de l'Afganistan per la tribu afxar. Ethnologue classifica aquesta llengua com a dialecte de l'àzeri meridional. L'axfar es distingeix per un gran nombre de préstecs del persa i també per l'arrodoniment del fonema /a/ a [ɒ], com ha passat també a la llengua uzbek. En molts casos, les vocals que són arrodonides en àzeri no ho són en afxar. Un exemple d'això és //jiz// (que vol dir cent), que és //jyz// en àzeri estàndard.